# Chích Hume
Phylloscopus humei là một loài chim trong họ Phylloscopidae.